# Schiedam
Schiedam er en by og kommune i provinsen Zuid-Holland i Nederlandene. Byen er kendt for sin genever (hollandsk gin), sit historiske centrum med kanaler og de højeste gamle vindmøller i verden. 
Kommunen har 79.279 (2021) indbyggere og er en del af Rotterdams metropolregion.